# Vernole
Vernole község (comune) Olaszország Puglia régiójában, Lecce megyében.

## Fekvése
A Salentói-félszigeten fekszik, Lecce városától délkeletre. 

## Története
A település eredetéről kevés adat maradt fenn. Első írásos említése 1115-ből származik, amikor a Leccei Grófsághoz tartozott. 1463-tól önálló feudum lett, a Tarantini, Pagano, Saluzzo családok birtoka. Önálló községgé 1865-ben vált.

## Népessége
A népesség számának alakulása:

## Főbb látnivalói
- Santissima Annunziata-templom - a 18. században épült barokk stílusban.
- Palazzo Baronale - 17. századi nemesi palota, a Bernardini család építtette.
- Szent Anna-oszlop - 18. századi barokk emlékoszlop.
- Sant’Anna-templom - a település védőszentjének (Szent Anna) tiszteletére épült a 17. században.